# Kotowo (Dębnica Kaszubska)
Kotowo (deutsch Kottow) ist ein Dorf im Powiat Słupski (Kreis Stolp) der polnischen Woiwodschaft Pommern.

## Geographische Lage
Kotowo liegt in Hinterpommern, etwa 27 Kilometer südsüdöstlich der Stadt Słupsk (Stolp), 20 Kilometer nordwestlich der Stadt Bytów (Bütow) und zwei Kilometer nordöstlich des Kirchdorfs Motarzyno (Muttrin).

## Geschichte
Kotowo war eine Zeit lang ein Lehen der Familie Zitzewitz. Bereits im Jahr 1360 wird Jarislaw von Zitzewitz als Besitzer von Kottow angeführt. Das Gut blieb bis 1945 in ununterbrochener Reihenfolge im Besitz dieser Familie. Im Jahr 1768 wurden in Kottow 23 Hauswirte gezählt.
Um 1784 gab es in Kottow ein Vorwerk, acht Vollbauern, einen Halbbauern, auf der Feldmark des Dorfs das Vorwerk Wochorz mit zwei Büdnern und zwei Holzwärterwohnungen, von denen die eine Dumbrow genannt wurde, und vier Kossäten bei insgesamt 22 Haushaltungen. Zum damaligen Zeitpunkt befand sich das Gut im Besitz des Leutnants Otto George Valentin von Zitzewitz. Es wurde zeitweilig vom Gut  Budow aus verwaltet und dann wieder vom Gut Muttrin aus. Ende des 19. Jahrhunderts befand sich das Gut Kottow im Besitz des Landschaftsdirektors Friedrich von Zitzewitz. Dessen Sohn Friedrich-Karl von Zitzewitz (1863–1936) ließ eine 4,5 Kilometer lange Wasserleitung für Muttrin und Kottow verlegen und in Kottow ein modernes Gutshaus erbauen, wohin sein Sohn, Friedrich von Zitzewitz, 1921 übersiedelte. Nach dem Tod seines Vaters 1936 übernahm letzterer die Güter Muttrin, Kottow und Jamrin. Er war der letzte Besitzer der Güter vor 1945.
Nach dem Ersten Weltkrieg lag der Ort durch die neue Grenzziehung in der Grenzregion zum neu erstandenen Staat Polen. Im Jahr 1925 standen in Kottow 36 Wohngebäude. 1939 wurden 87 Haushaltungen und 375 Einwohner gezählt. Außer dem Gut gab es in der Dorfgemeinde 33 weitere landwirtschaftliche Betriebe.
Bis 1945 gehörte das Dorf Kottow zum Landkreis Stolp im Regierungsbezirk Köslin der Provinz Pommern. Die Gemeindefläche war 931 Hektar groß. In der Gemeinde Kottow gab es insgesamt drei Wohnorte:
- Bergland
- Kottow
- Wilhelminenhof

Gegen Ende des Zweiten Weltkriegs begaben sich die Dorfbewohner, nachdem ein Räumungsbefehl erlassen worden war, vor der herannahenden Roten Armee auf die Flucht. Die Gutsarbeiter brachen am 7. März 1945 um 14 Uhr auf, die Bauern, Handwerker und Evakuierten aus Westdeutschland erst um 2 Uhr in der Nacht zum 8. März. Kottow wurde am 8. März 1945 von sowjetischen Truppen besetzt. Der Treck mit den Dorfbewohnern zog über Neu Jugelow, Puttkamerhof (Niemietzke), Schwarz Damerkow bis Kosemühl und am zweiten Tag über Groß Massow bis Lauenburg, wo er am Abend ankam. Mit Verbänden der Wehrmacht konnte ein Großteil Gotenhafen (Gdynia) erreichen, von wo aus vielen die Flucht per Schiff nach Dänemark gelang. 220 Personen sollen entkommen, 120 zurückgekehrt sein. 
Die sowjetischen Truppen hatten das Gut Kottow in Besitz genommen und richteten um den 20. März 1945 herum im Dorf eine Kommandantur ein. Am 12. Mai 1945 wurden zwölf Dorfbewohner durch Genickschuss hingerichtet. Danach wurde das betreffende Gebäude samt Stallungen niedergebrannt. Am gleichen Tag erschossen vermutlich dieselben Täter in Wilhelminenhof zwei Frauen. Ein sowjetischer General sicherte Bestrafung der Verantwortlichen zu. Unmittelbar danach erschienen die ersten polnischen Siedler in dem Dorf. Ende Mai wurde Kottow unter polnische Verwaltung gestellt. Kottow wurde in Kotowo umbenannt. Weitere Polen trafen ein, die die Häuser und Gehöfte übernahmen. Die Dorfbewohner wurden von den Polen nach und nach aus Kottow vertrieben. Als erste wurden im November 1945 die Evakuierten aus Westdeutschland abgeschoben. Weitere Transporte erfolgten am 8. November 1946 und im Jahr 1947. Als die Soldaten das Gut im August 1948 der polnischen Verwaltung übergaben, wurden danach auch die Gutsarbeiter vertrieben.
Später wurden in der Bundesrepublik Deutschland 212 und in der DDR 118 Dorfbewohner aus Kottow ermittelt.
Das Dorf hat heute etwa 175 Einwohner.

### Schule
Das Dorf Kottow hatte vor 1945 eine einstufige Volksschule. Im Jahr 1932 unterrichtete dort ein einzelner Lehrer 56 Schulkinder.

### Kirche
Die vor 1945 in Kottow anwesenden Dorfbewohner waren evangelisch. Im Jahr 1925 hatte das Dorf einen Bewohner mit katholischem Glaubensbekenntnis. Kottow gehörte zum Kirchspiel Budow und damit zum Kirchenkreis Bütow.